# محمد سلمان همدانی
محمد سلمان همدانی (۲۸ دسامبر ۱۹۷۷-۱۱ سپتامبر ۲۰۱۱) مسلمانی امریکایی پاکستانی تبار بود که در یازدهم سپتامبر ۲۰۰۱ در هنگام کمک به حادثه دیدگان حملات یازدهم سپتامبر کشته شد. در لایحه میهن‌دوستی از او به عنوان قهرمانی مسلمانی امریکایی نام برده شده است. او یکی از ۷۵ مسلمانی است که در این حملات جان خود را از دست داده است.

## زندگی
او در سال ۱۹۷۷ در کراچی پاکستان متولد شد و تنها چند ماه پس از تولد به همراه خانواده اش به امریکا مهاجرت کرد. دو برادر او در امریکا متولد شدند. او در نیویورک به دبیرستان رفت و پس از پایان دبیرستان در رشته شیمی فارغ‌التحصیل شد. محمد کار نیمه وقتی به عنوان دستیار پژوهشی در مرکز راکفلر پیدا نمود و همزمان به عنوان راننده آمبولانس کار می‌کرد.
در شب قبل از حادثه یازده سپتامبر او برای گرفتن پذیرش از دانشکده پزشکی کار می‌کرد. او همچنین به پدرش که از عارضه قلبی رنج می‌برد کمک می‌کرد.

## مرگ
در روز حادثه او با مشاهده دود برخواسته از ساختمان‌های مرکز تجارت جهانی برای کمک به محل حادثه شتافت و برای کمک به تخلیه برج وارد برج شمالی شد. او به هنگام ریزش برج شمالی در همانجا جان باخت. بقایای جسد تکه‌تکه شده محمد بعدها شناسایی شد.